# Lasek (województwo lubuskie)
Lasek – osada leśna w Polsce, w województwie lubuskim, w powiecie żarskim, w gminie Brody. Wchodzi w skład sołectwa Jałowice.
Do 2023 miejscowość była przysiółkiem wsi Jałowice.
W latach 1975–1998 przysiółek administracyjnie należał do województwa zielonogórskiego.